# Oasis of the Seas
El Oasis of the Seas es un crucero de la Clase Oasis perteneciente a la empresa naviera Royal Caribbean International. Su construcción finalizó en septiembre de 2009, en los astilleros de la empresa STX Europe —anteriormente Aker Yards—, y realizó su viaje inaugural el 1 de noviembre de ese año. Perteneciente a la clase Oasis, es el primero de una serie de barcos de 225 000 t y 361 m de largo, con capacidad para 6300 pasajeros.
Debido a sus dimensiones, al entrar en servicio en el año 2009 fue el barco de cruceros más grande del mundo, implementando en su diseño notables adelantos en ingeniería y construcción naval. En mayo de 2016, su segundo barco hermano, el Harmony of the Seas, se convirtió en el nuevo poseedor del récord con una eslora de 362,12 metros (1.188,1 pies)Harmony of the Seas y en marzo de 2018 lo fue el Symphony of the Seas.
En marzo de 2013 Royal Caribbean International anunció que el puerto de Barcelona sería el puerto base para los cruceros que realice por el mar Mediterráneo a partir de septiembre de 2014.

## Datos

### Camarotes
5235 camarotes repartidos en 69 tipos diferentes:
- Camarotes con balcón (incluidas las 2 Loft Suites y suites): 1956
- Camarotes exteriores: 254
- Camarotes interiores: 960
- Camarotes con cama/s suplementaria/s: 683

Cuando finalizó la construcción del crucero, los astilleros informaron a la empresa naviera que contaba con cuatro camarotes más que los indicados en los planos.

## Características

Comparación entre el Oasis, el Titanic y el Queen Mary 2.

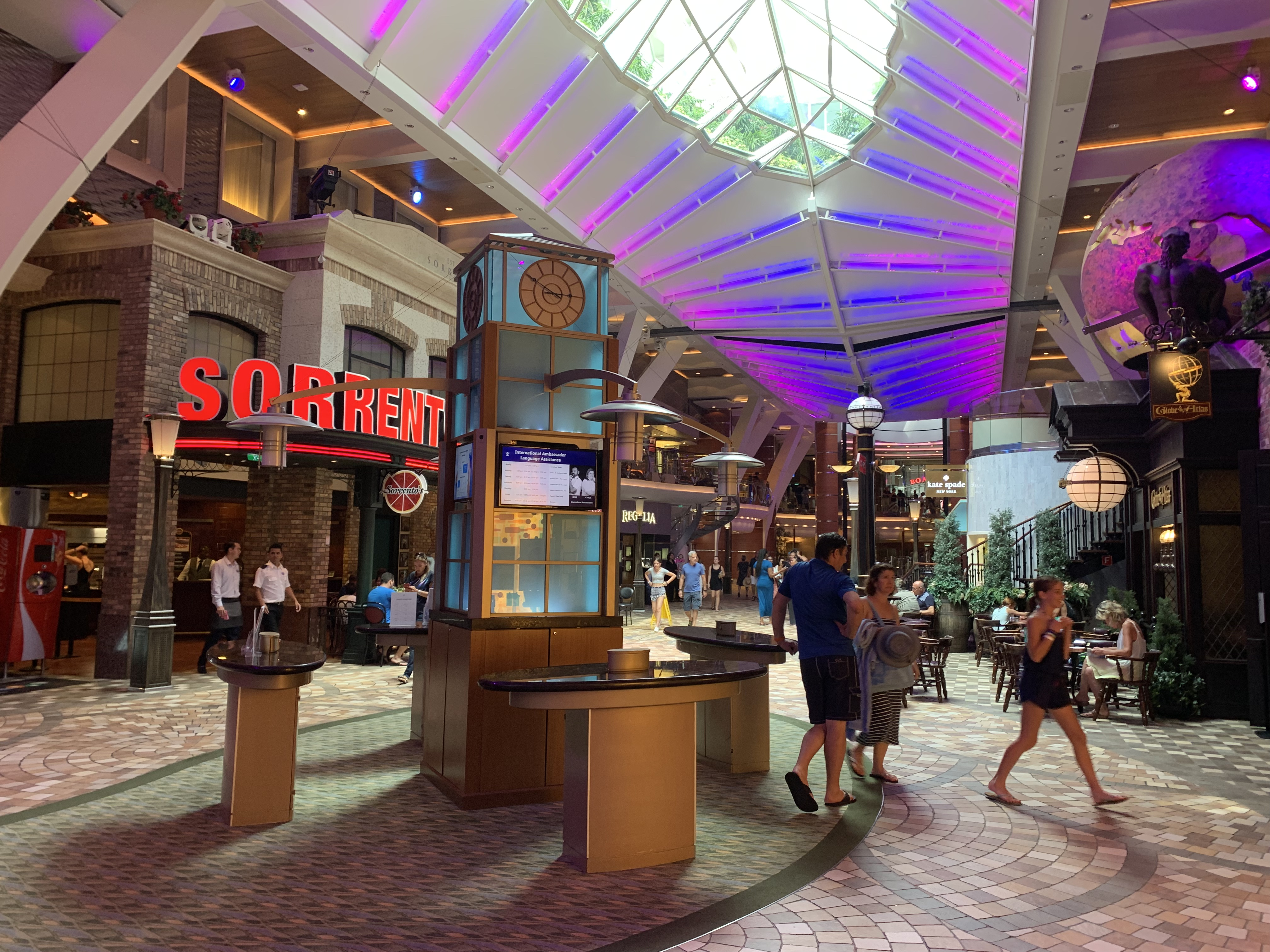
Una vista de la zona comercial Royal Promenade.

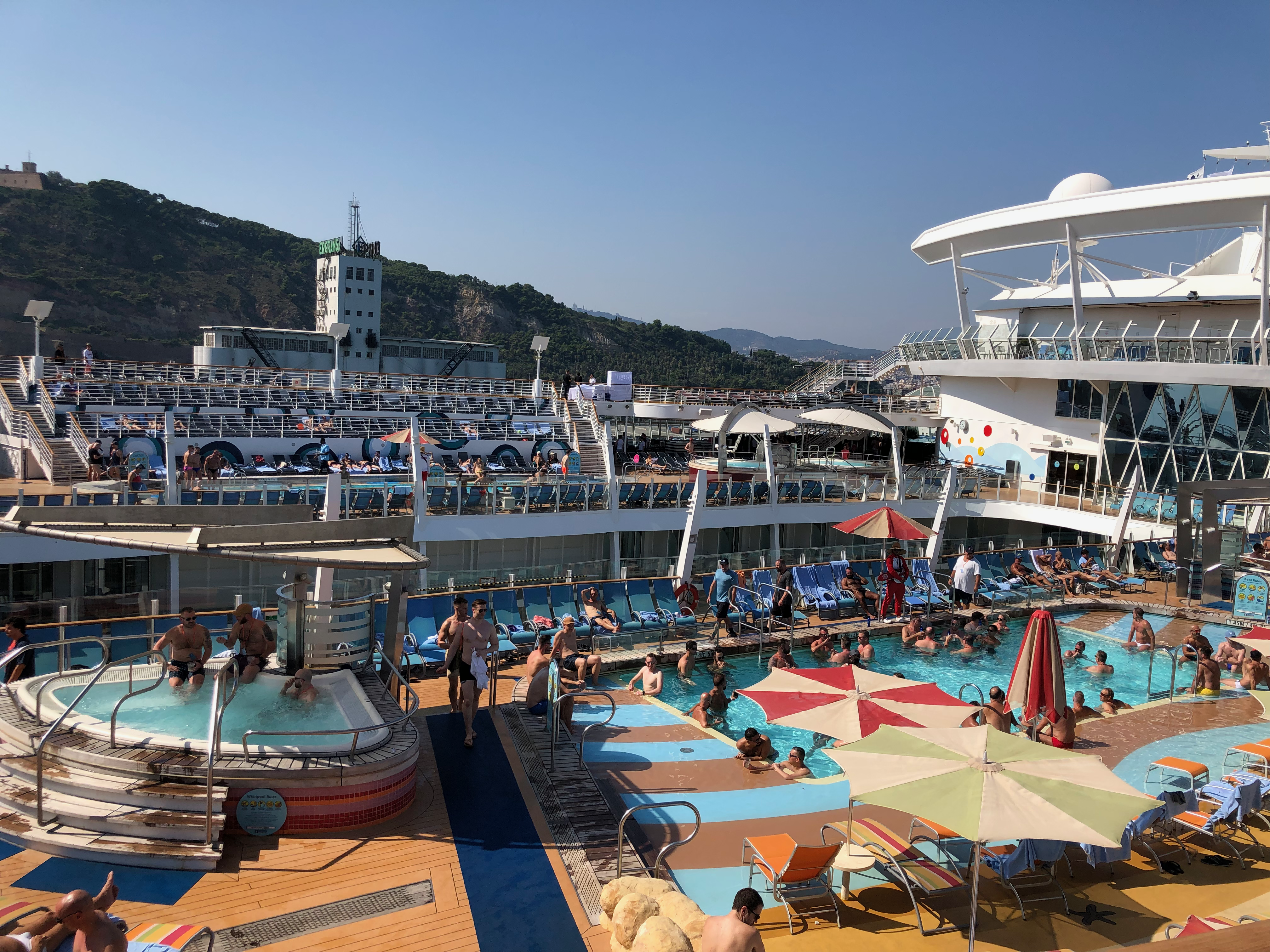
Piscina del Oasis of the Seas.

Dos grandes promenades, con una extensión aproximada de un campo de fútbol y medio cada uno. Denominadas "Central park" y "Royal Promenade", el paseo exterior cuenta con grandes extensiones al aire libre, plantas y decorados naturales. Cafés y bares creados en ambientes que simulan las grandes ciudades. El paseo interior, denominado "Royal Promenade", está ubicado debajo del anteriormente comentado y, por último, una gran terraza que simula un muelle, llamada "Boardwalk", cuenta con bares, restaurantes y áreas públicas y de entretenimiento para los viajeros. La atracción estrella del Boardwalk es el AquaTheatre, aunque otras instalaciones, como el primer tiovivo en altamar, lo convierten en una de las zonas más frecuentadas por los pasajeros.A finales de 2019, se le hizo una renovación, remodelandose y cambiandose  varios bares por otros, (como por ejemplo el Champagne Bar por el Bionic Bar, presente en otros buques de Royal Caribbean), se le añadieron toboganes acuáticos (tales como The Ultimate Abyss), se le añadió un segundo piso en la zona del puente de mando, se hicieron modificaciones en la zona de las piscinas infantilesy se le hicieron modificaciones en las chimeneas. Además  han sido instaladas una nueva escape room, basada en el Apolo 18, una sala de láseres y un nuevo bar en cubierta (the Lime and Coconut). 
Cuenta, asimismo, con un teatro de espectáculos acuáticos y de láser, situado al aire libre, hacia popa. Adicionalmente, se incluyeron en el diseño las características tradicionales propias de los barcos más modernos de la flota Royal Caribbean, como el Freedom of the Seas, el cual constituye clase junto con sus gemelos, el Liberty of the Seas y el Independence of the Seas. Hasta ahora, la clase Freedom era la mayor del mundo, pero ha debido ceder su lugar al Oasis of the Seas.
Entre las características compartidas con la clase Freedom y la Clase Oasis están restaurantes de lujo, teatros de tres o más cubiertas, spa, gimnasio, biblioteca, parque acuático, pista de patinaje en hielo, paredes de escalar, galería de arte y otras instalaciones destinadas al esparcimiento de los pasajeros.
A nivel exterior el diseño sigue las características de los cruceros de la clase Freedom, notándose las cubiertas adicionales y ciertos cambios en el diseño de los balcones de las habitaciones. El cambio mayor se nota en la sección media y en la popa, donde la presencia del promenade exterior, del parque acuático, dos paredes de escalar adicionales, tres chimeneas y un viking crown lounge modificado donde se disponen cubiertas con habitaciones, a diferencia de los diseños anteriores, marcan la diferencia con respecto a los demás barcos anteriores de la Royal Caribbean. Posee también un helipuerto a proa.
El Aquatheater dispone de una piscina de 6,6 m de ancho por 15,7 m de largo y 5.4 m de profundidad, lo cual, según declaraciones de la Royal Caribbean, la convierten en la piscina de agua dulce más grande instalada en un barco.

## Historial operativo

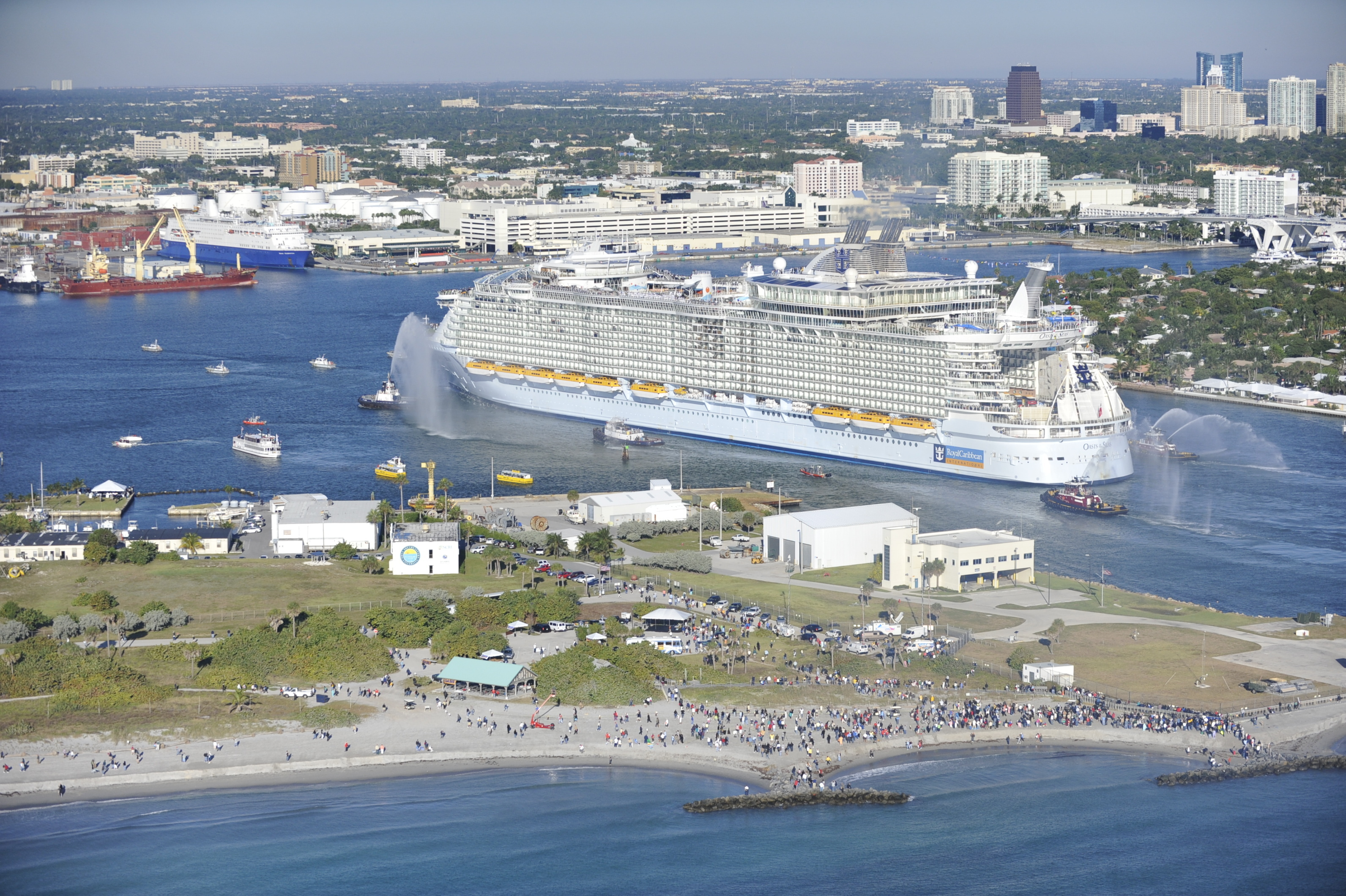
El Oasis of the Seas al poco de estar operativo, año 2009.

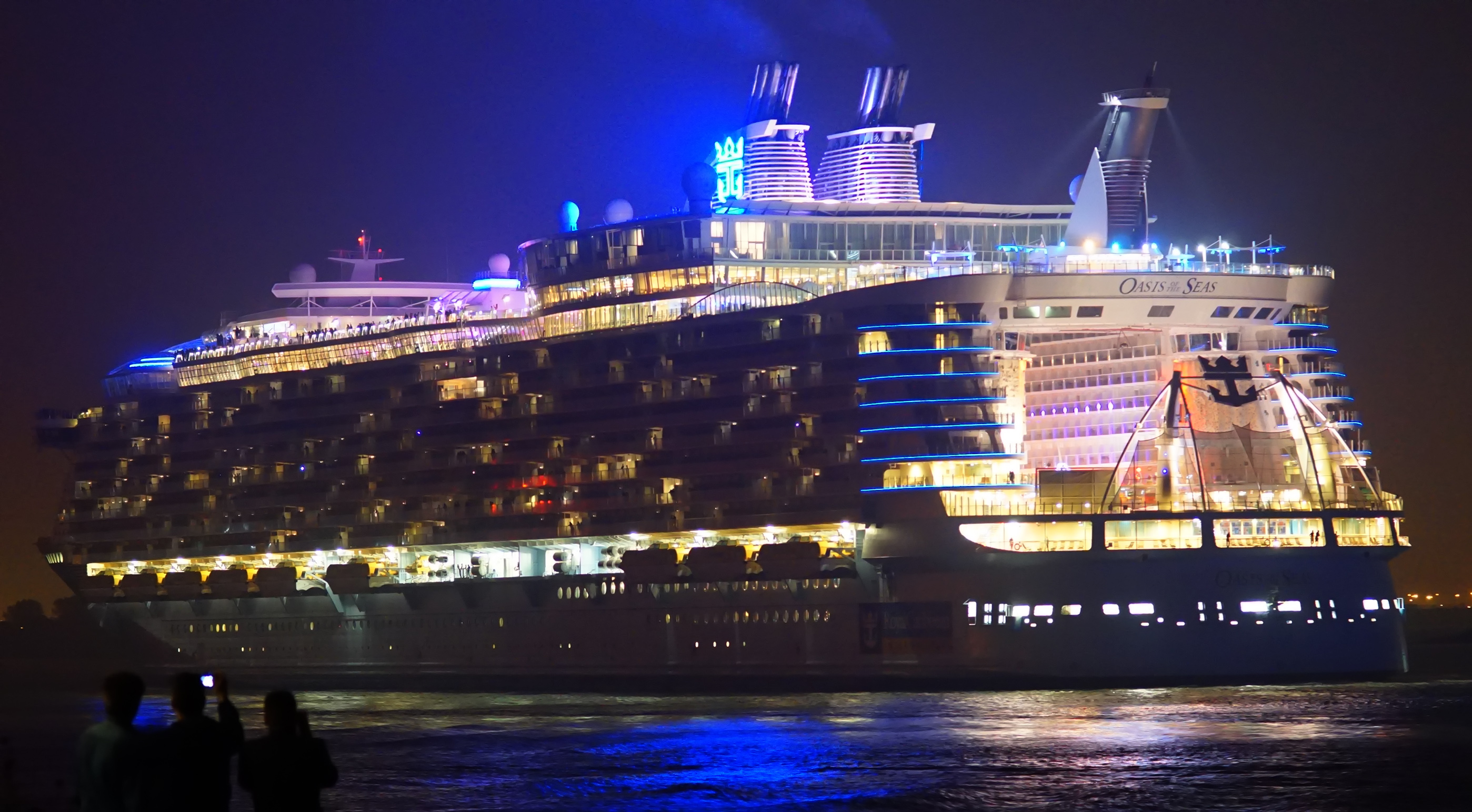
Oasis of the Seas por la noche antes de la renovación.

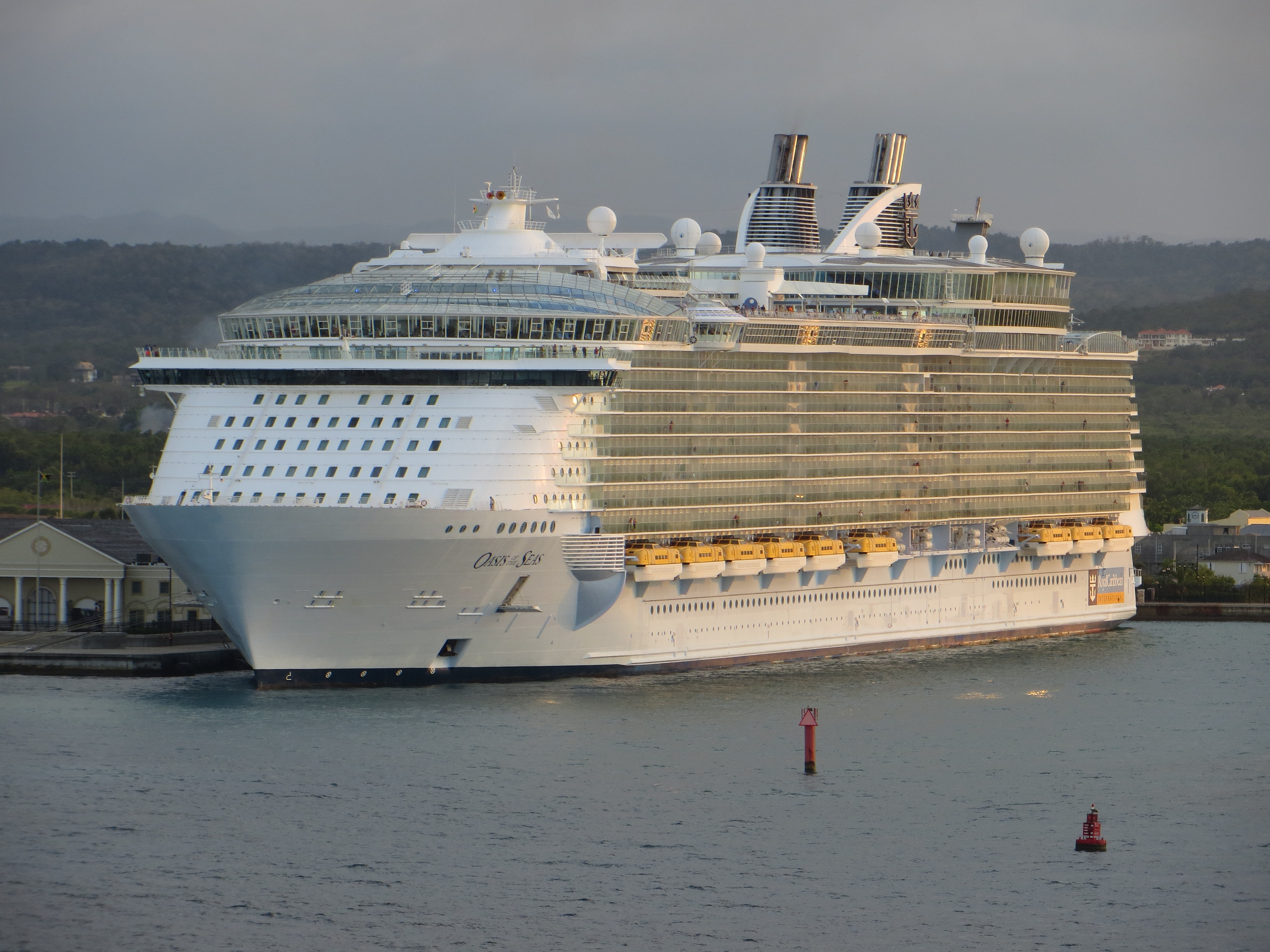
Oasis of the Seas en 2014.

Oasis of the Seas tuvo una pequeña remodelación en el invierno de 2011. Se sometió a una segunda remodelación en dique seco en octubre de 2014. Durante el dique seco, el barco fue modificado dividiendo el comedor principal en tres restaurantes separados.
El 1 de abril de 2019, el Oasis of the Seas estaba realizando trabajos en un dique seco en las Bahamas cuando dos grúas colapsaron sobre el barco. Ocho personas sufrieron heridas que no pusieron en peligro sus vidas y los grandes daños sufridos por el barco obligaron a trasladarlo a Cádiz para su reparación. El barco volvió a estar en servicio el 5 de mayo, pero se cancelaron tres viajes durante su tiempo de inactividad.
El 20 de diciembre de 2019, el Oasis of the Seas casi fue golpeado por el Carnival Legend mientras se encontraba en el puerto de Cozumel, México. Carnival Legend estuvo en el lado receptor de una colisión con Carnival Glory ese mismo día.
Estaba previsto que Oasis of the Seas navegara por el Mediterráneo desde Barcelona en el verano de 2019 antes de pasar por un importante dique seco al final de la temporada. Oasis of the Seas luego se reubicó en su nuevo puerto base de Miami para las temporadas de otoño e invierno de 2019. [40] Estaba previsto que se mudara al puerto de cruceros Cape Liberty en mayo de 2020.
Durante la pandemia de COVID-19, el Miami Herald informó que 14 miembros de la tripulación habían dado positivo por COVID-19. En ese momento, el barco estaba anclado cerca de Port Miami desde mediados de marzo. Los pasajeros habían desembarcado para tomar vuelos a sus países de origen, pero el barco permaneció en la zona. El 10 de abril de 2020, siete miembros de la tripulación habían sido trasladados a hospitales cercanos en una semana. Hasta el 4 de mayo de 2020, tres miembros de la tripulación habían muerto en varios hospitales del sur de Florida.